# Pan di sorc
Il pan di sorc è un pane tipico di Gemona del Friuli, Artegna e Buja.

## Descrizione
La ricetta prevede l'uso di tre farine: di frumento, di segale e di una tipologia di mais a ciclo breve, il cinquantino, chiamato localmente sorc. L'impasto viene arricchito con fichi secchi o uvetta e talora con semi di finocchio o cannella.
Con il venir meno della coltivazione del cinquantino, anche l'uso di questo pane era pressoché scomparso nella seconda metà del XX secolo. L'ecomuseo di Gemona ha lanciato un progetto per rilanciare la produzione del pan di sorc, coinvolgendo tutti i protagonisti della filiera, dagli agricoltori, ai mugnai fino ai fornai. Grazie a questo progetto, il pane è stato inserito tra i presidi slow food.